# Décès en 1995
Décès
- 1991
- 1992
- 1993
- 1994
- 1995
- 1996
- 1997
- 1998
- 1999

Cet article présente une liste de personnalités mortes au cours de l'année 1995 dont la date de décès précise est inconnue.
La liste des personnes référencées dans Wikipédia est disponible dans la page de la Catégorie:Décès en 1995

Les mois de l'année font l'objet de listes spécifiques :

## Date précise inconnue
- Jorj Morin, peintre et graveur français (° 4 octobre 1909).
- Waichi Tsutaka, peintre abstrait japonais (° 1911).